# Eustala venusta
Eustala venusta là một loài nhện trong họ Araneidae.
Loài này thuộc chi Eustala. Eustala venusta được Arthur Merton Chickering miêu tả năm 1955.